# 原龍屬

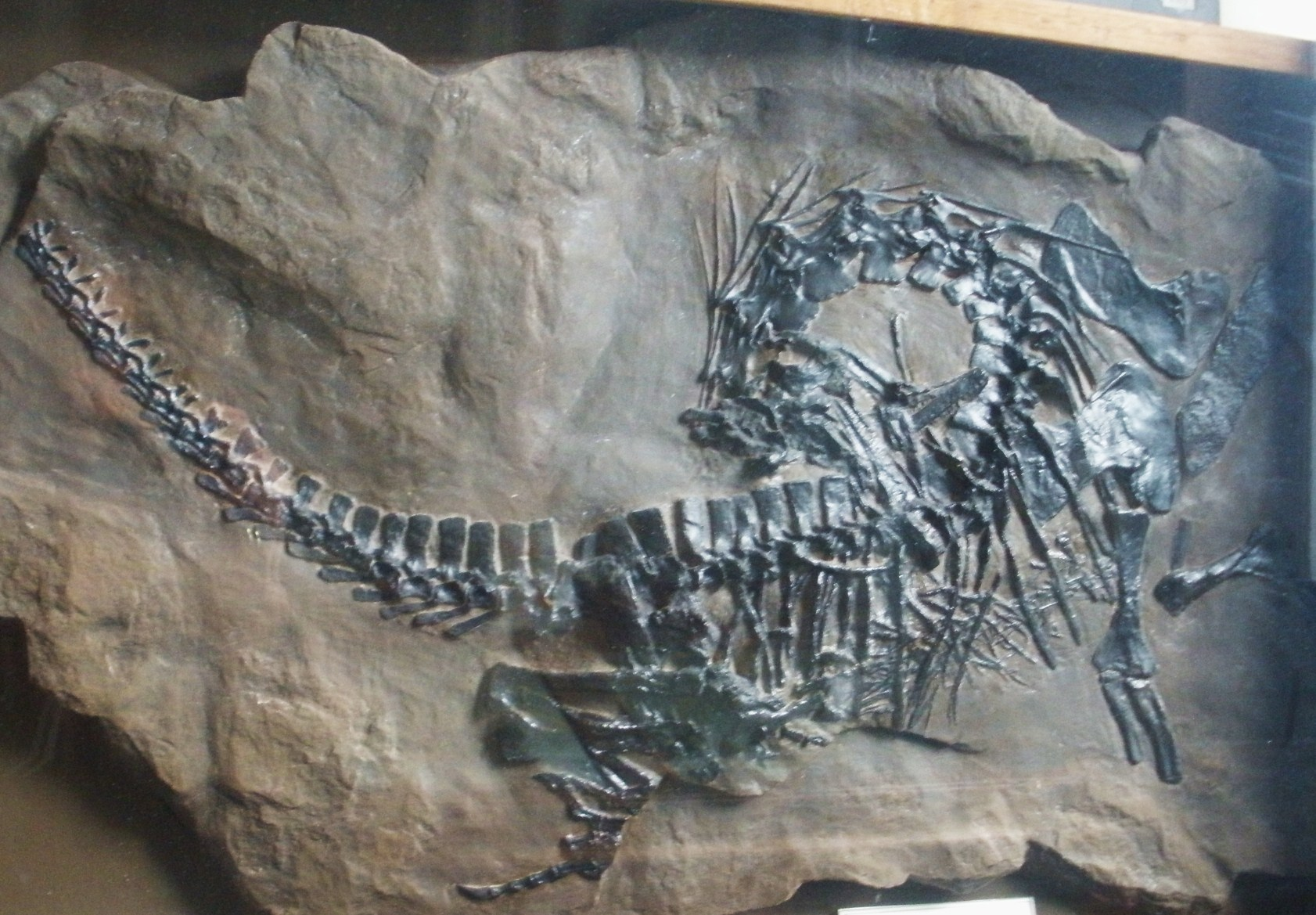
原龍的化石，荷蘭泰勒斯博物館

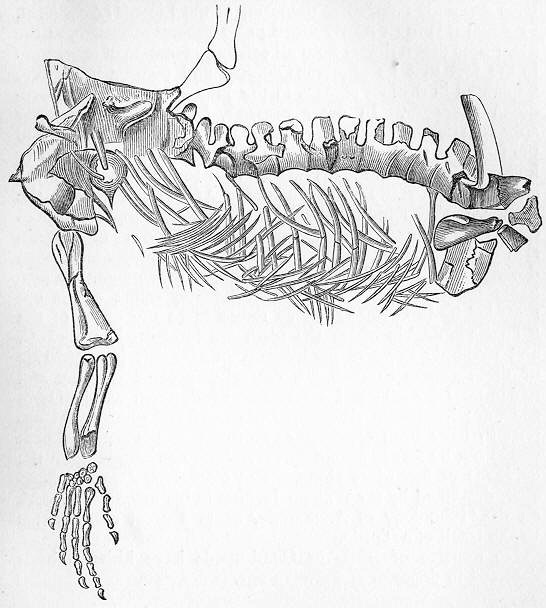
原龍的化石素描圖

原龍屬（學名：Protorosaurus）是目前已知最早的主龍形下綱動物，生存在二疊紀晚期的德國，屬於原龍目。
1914年，勞倫斯·賴博（Lawrence Lambe）發現了一種新的角龍類恐龍，並給它取了原龍的相同學名（意思是「在牛角龍之前」）。當他發現這個名稱早已用在早期的主龍形下綱動物上，他就將這角龍類恐龍重新命名為開角龍。
原龍的體型修長，外型類似蜥蜴，具有長頸部、四肢，身長約2公尺。其身體外形，顯示牠們能夠快速移動。原龍被推測主要以昆蟲為食。原龍是Czatkowiella的近親，一種生存於三疊紀早期波蘭的爬行動物。

## 外部連結
- Protorossaurus.
- Protorosauro.